# Leptosynapta brasiliensis
Leptosynapta brasiliensis is een zeekomkommer uit de familie Synaptidae.
De wetenschappelijke naam van de soort werd in 1989 gepubliceerd door Freire & Grohmann.